# Lesní pobožnost
Lesní pobožnost (něm. Waldandacht) je stylizovaný oltář v podobě kamenné mohyly nacházející se v lázeňských lesích západně od centra města Karlovy Vary. Oltář nechal v roce 1910 na místě stávajícího svatého obrázku vystavět karlovarský patriot, radní Hugo Anger.

## Historie
V lázeňských lesích v údolí pod Russelovou skálou (něm. Russelsitze) jednou kdosi zavěsil na strom jednoduchý svatý obrázek Panny Marie, pravděpodobně jako poděkování za úspěšné vyléčení. Během dalších let bylo místo postupně doplňováno obrázky svatých a byl zde postaven jednoduchý malý dřevěný oltář s klekátkem.
V roce 1910 bylo místo upraveno do dnešní podoby zásluhou velkého karlovarského patriota, radního Huga Angera. Na oltář byl přenesen původní obraz Panny Marie, okolí bylo upraveno a byl zde vystavěn nový dřevěný altán. Časem přibyly desky s děkovnými nápisy v mnoha jazycích. Z tohoto vybavení se však do dnešní doby téměř nic nedochovalo.
Na jaře roku 1990 byly karlovarské lesy poničeny silnou vichřicí a zasažena byla i Lesní pobožnost. Poškozené stromy u příchodu k oltáři musely být vyřezány. V dalším období byl oltář zdevastován neznámým vandalem, který poničil nejen historicky cenný obraz Panny Marie, ale i vrcholový dřevěný kříž. S pomocí karlovarských občanů a institucí bylo v roce 1995 místo Lesní pobožnosti obnoveno. Původní poničený obraz Panny Marie byl zaměněn za obraz srdce Ježíšova; ten byl časem nahrazen novým obrazem Panny Marie. V roce 2004, díky podpoře vydavatelství časopisu Promedáda, byl nově vystavěn zničený altán.

### Zajímavost
V červnu a červenci roku 1892 se v Karlových Varech léčila rakouská císařovna Alžběta, zvaná Sissi. Je známo, že během svého pobytu často stoupala Russelovou cestou na Lesní pobožnost k tehdy původnímu svatému obrázku Panny Marie.

## Popis
Oltář má podobu mohyly seskládané z velkých balvanů. Ve středu oltáře je obraz Panny Marie. Je doplněn plastikami a deskami s děkovnými nápisy v mnoha jazycích. Na vrcholu je umístěn dřevěný kříž s ukřižovaným Kristem. Před oltářem jsou kamenná klekátka a po stranách stojí lavičky. Je zde i malé jezírko s umělým vodopádem.

## Současnost
Lesní pobožnost je stále hojně navštěvovaným místem, a to nejen v létě. Lidé sem pravidelně chodí i během vánočních procházek o Štědrém dnu, na Boží hod vánoční nebo svátek svatého Štěpána. Často sem přinášejí potravu pro lesní zvěř.

## Fotogalerie

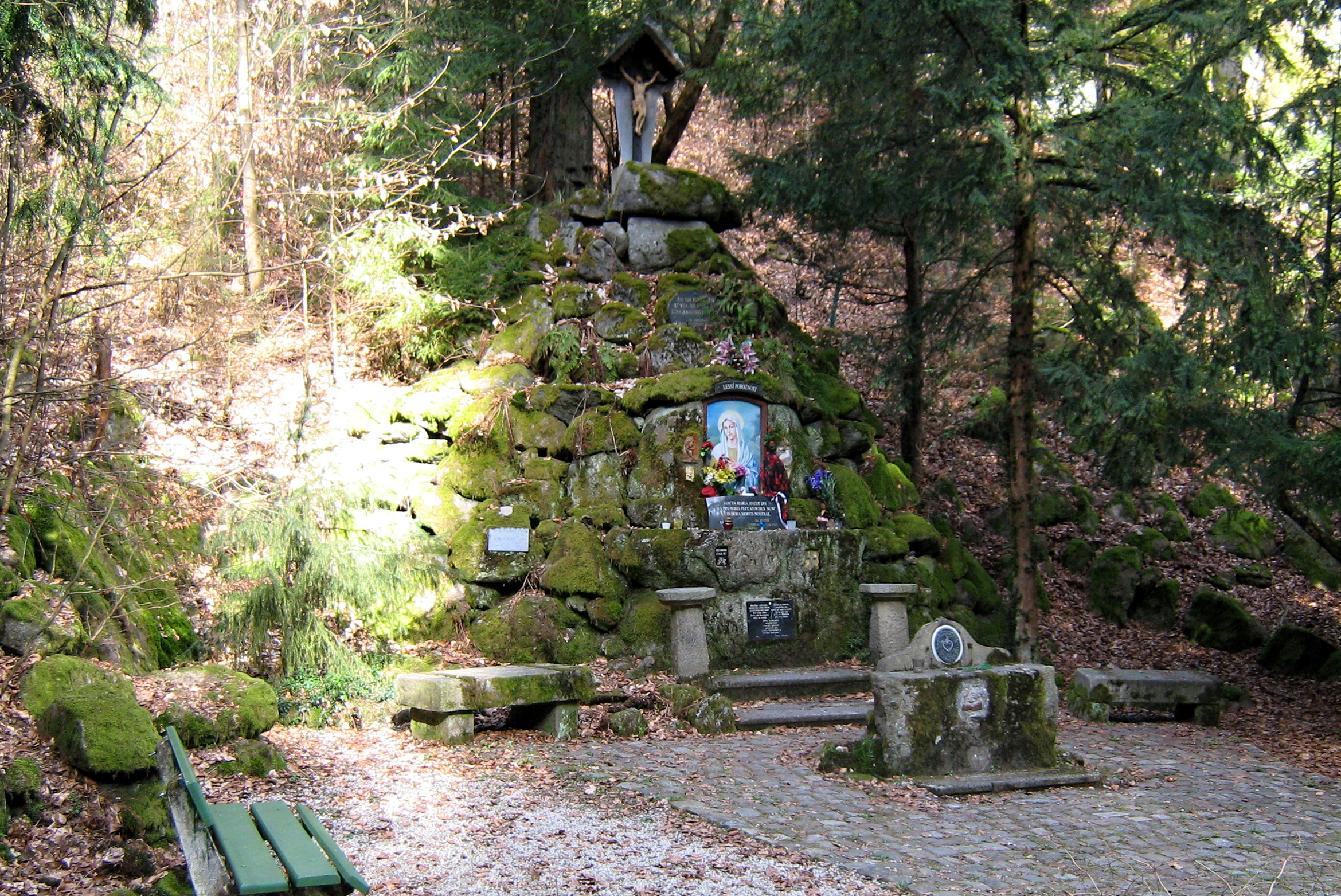
duben 2016
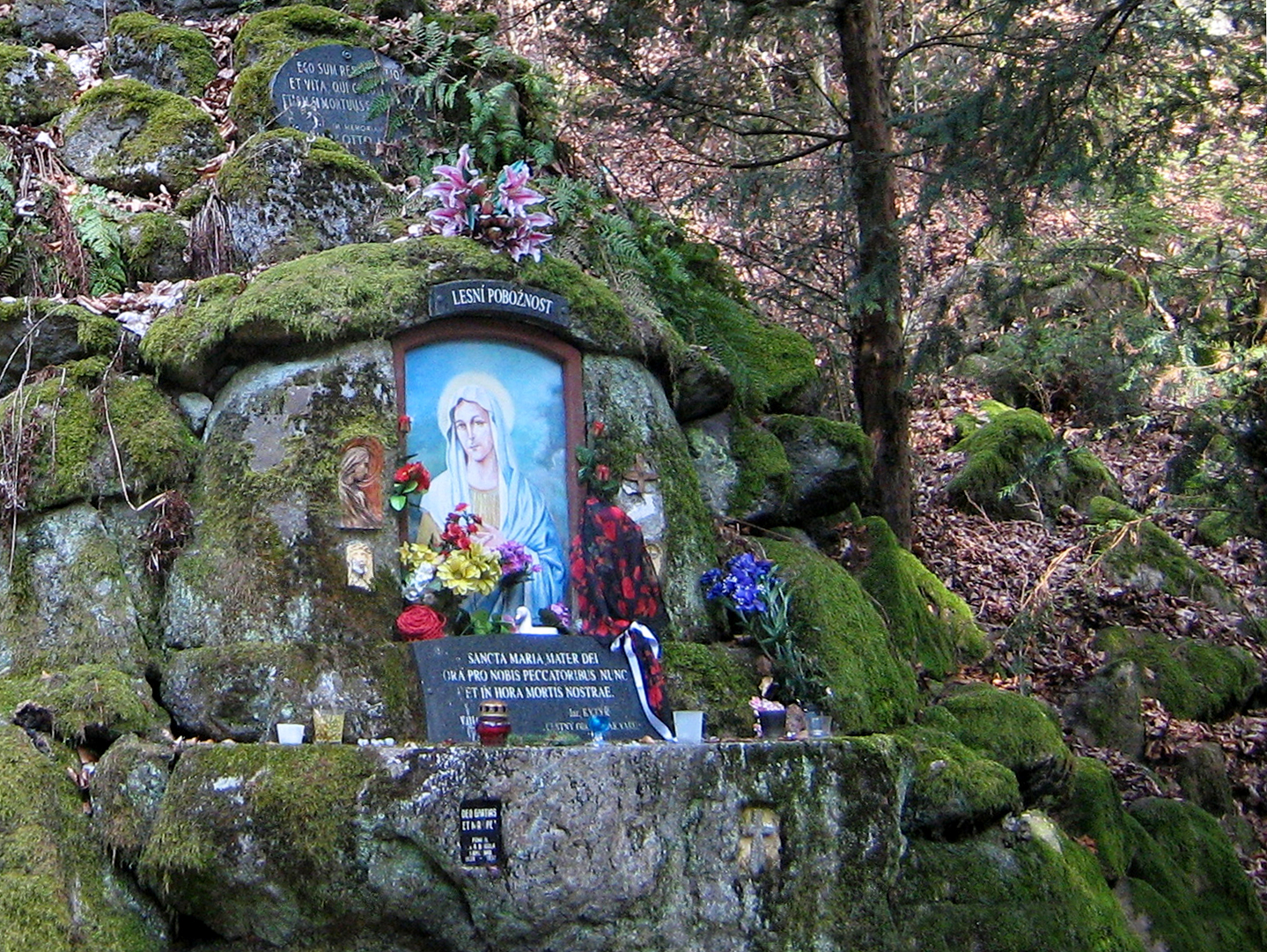
duben 2016
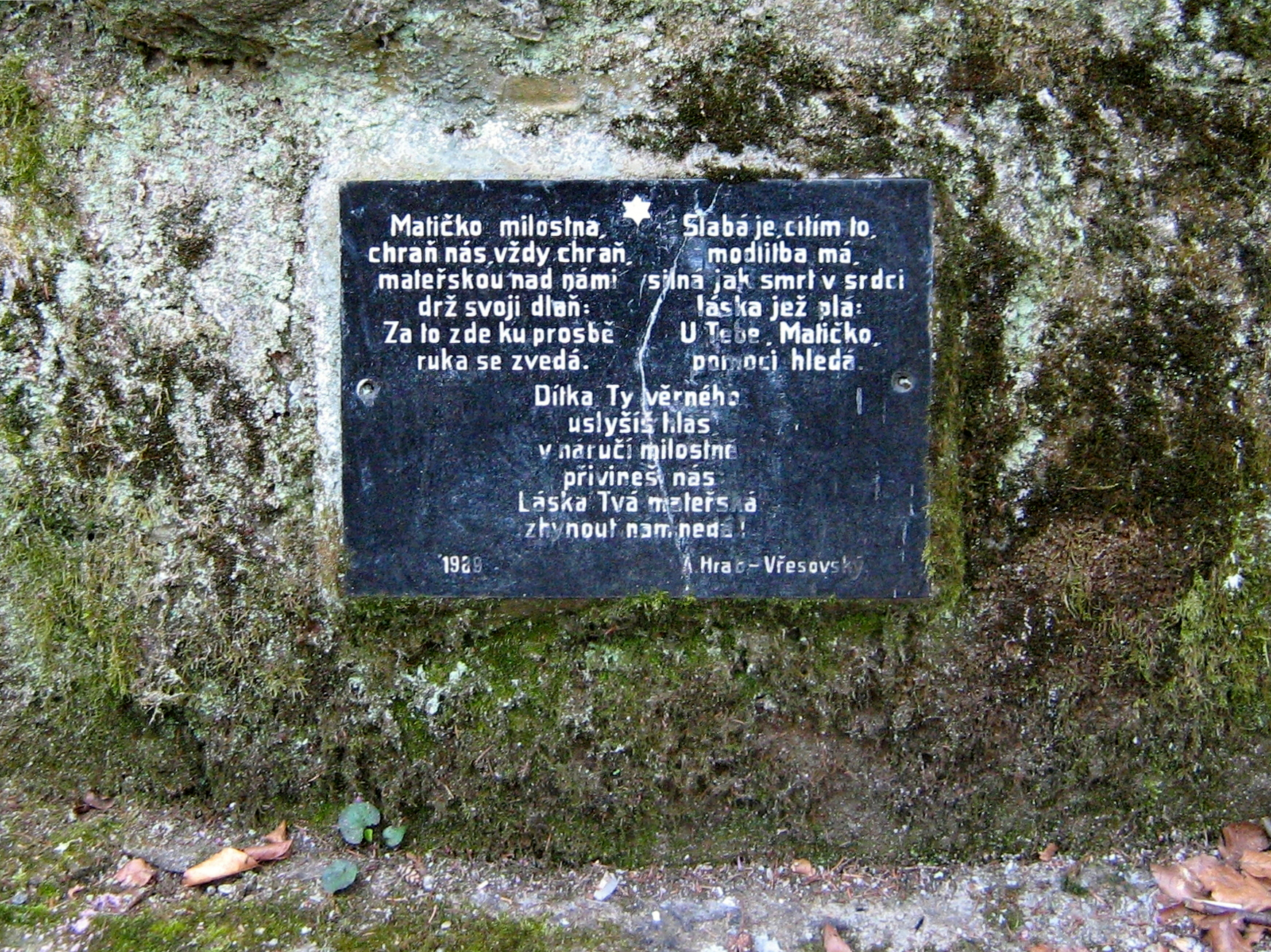
duben 2016
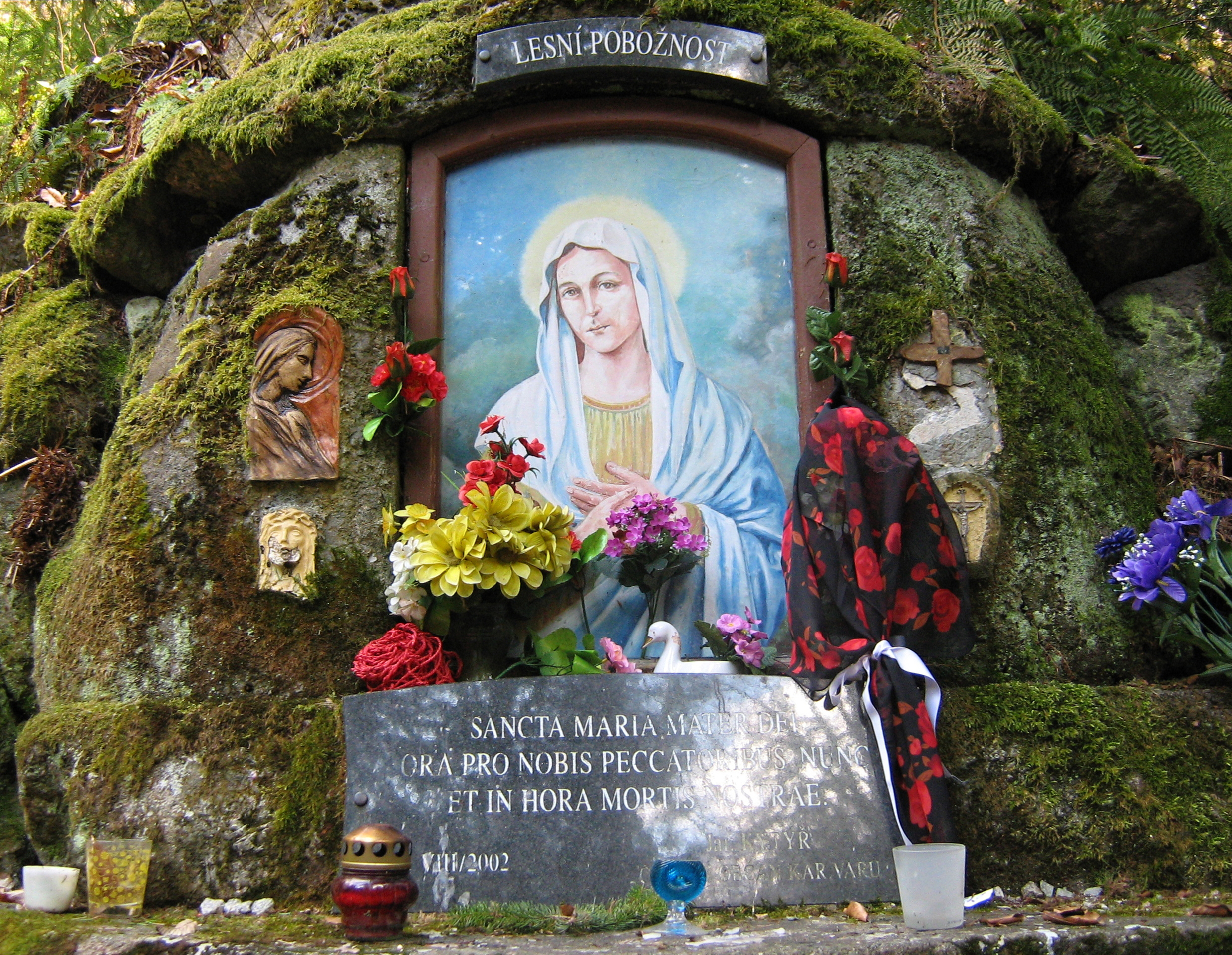
duben 2016